# Neroktog
Neroktog is een bestuurslaag in het regentschap Tangerang van de provincie Banten, Indonesië. Neroktog telt 16.211 inwoners (volkstelling 2010).